# Technicien de surveillance de forages

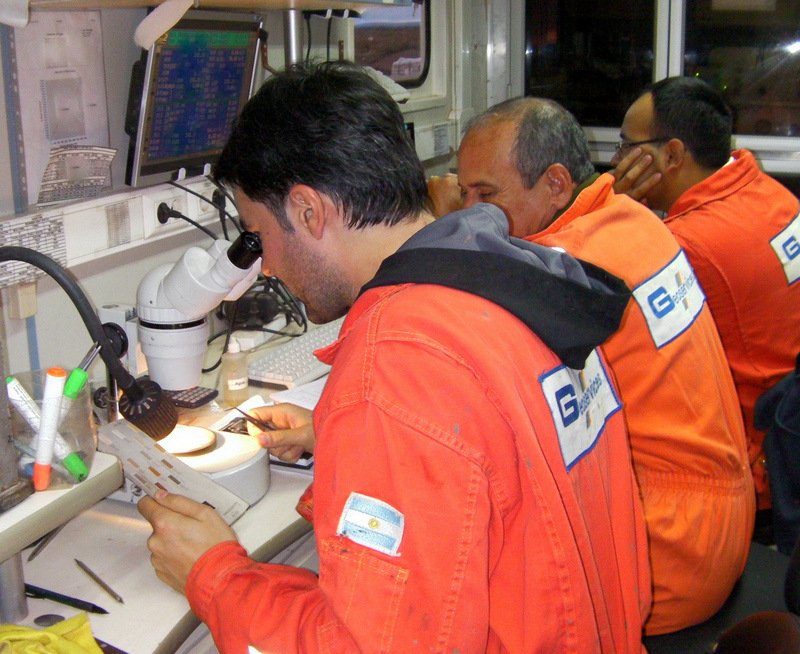
Techniciens de surveillance de forages et ingénieurs de données travaillant à l'intérieur d'une cabine sur un puits onshore.

Sur les forages pétroliers, un technicien de surveillance de forages (ou mud logger en anglais) est une personne de l'équipe de géologie chargée de la collecte régulière et de l'étude d'échantillons tout au long du forage.
Selon le forage, la personne peut, sous le contrôle du géologue, faire des analyses et étudier les déblais de forage (cuttings), ou uniquement les ensacher après dessiccation.
Le métier de mud logger s'est étendu à la surveillance de paramètres du forage : contrôle de la présence de gaz, surveillance du niveau des bassins, ou longueur du train de tiges de forage utilisée.